# Parbayse
Parbayse é uma comuna francesa na região administrativa da Nova Aquitânia, no departamento dos Pirenéus Atlânticos. Estende-se por uma área de 6,44 km². Em 2010 a comuna tinha 342 habitantes (densidade: 53,1 hab./km²).